# Neith (maan)
Neith is een veronderstelde maan van Venus die door verschillende astronomen zou zijn waargenomen, als eerste door Giovanni Domenico Cassini. Inmiddels wordt aangenomen dat de maan niet bestaat.

## Waarnemingen
In 1672 vond Cassini een klein hemellichaam bij Venus. Maar pas in 1686, toen hij het weer zag, deed hij een aankondiging dat Venus mogelijk een maan had.
Neith zou door de volgende astronomen zijn gezien: door James Short in 1740, door Andreas Mayer in 1759, door Joseph Louis Lagrange in 1761, 18 waarnemingen in 1761, 8 in 1764 en door Christian Horrebow in 1768. 
Meerdere astronomen hebben de maan echter niet kunnen vinden tijdens hun observaties van Venus, zoals William Herschel in 1768.
Cassini had waargenomen dat de diameter van Neith 1/4 van de diameter van Venus is. Johann Heinrich Lambert schatte de omlooptijd van Neith op 11 dagen en 3 uur.

## Weerleggingen
In 1766 speculeerde de directeur van het Weense Observatorium dat de waarnemingen optische illusies waren: het heldere beeld van Venus zou gereflecteerd worden in het oog en in de telescoop en zo een kleiner tweede beeld creëren.
In 1884 suggereerde Jean-Charles Houzeau, de voormalige directeur van de Koninklijke Sterrenwacht van België, dat de maan eigenlijk een planeet was die een omlooptijd van 283 dagen om de Zon had. Deze planeet zou dan elke 1080 dagen samenvallen met Venus, wat klopte met de waarnemingen. Houzeau was ook de eerste die het object vernoemde naar de Egyptische godin Neith. 
De Koninklijke Vlaamse Academie van België voor Wetenschappen en Kunsten publiceerde in 1887 een artikel dat de waarnemingen van Neith onderzocht. Ze concludeerden uiteindelijk dat de meeste waarnemingen kon worden verklaard door sterren die in de buurt van Venus verschenen, zoals Chi Orionis, M Tauri, 71 Orionis, Nu Geminorum en Theta Librae.